# ルーマニア・レウ
ルーマニア・レウ（ルーマニア語: Leu românesc）はルーマニアの通貨単位。単数形はレウ (leu、[leŭ])、複数形はレイ (lei、[lej])。ISO 4217通貨コードはRON、コード番号は946。補助単位はバン (ban)、複数形はバニ (bani) であり、1レウ=100バニ。2005年7月1日、ルーマニアはデノミネーションを実施し、旧10,000レイ (ROL) を新1レウ (RON) とした。ルーマニアは2007年1月に欧州連合に加盟し、ユーロ導入義務を課せられているが、導入は未定である。

## 名前の由来
17世紀、ルーマニアをはじめ当時のオスマン帝国領内で流通していたオランダのギルダー (leeuwendaalder) は「ライオン」と呼ばれており、ルーマニアではルーマニア語でライオンを意味するレイ (lei) と呼ばれるようになった。この名称が通貨を表す一般的な名称として定着した。国家の公式の通貨の呼称を決める際、より国粋主義的なロムン (român)、ロムナト (românat) などの案を廃し、1867年にレイは国家の公式の通貨単位の名称とされた。ブルガリアのレフ（лев、lev、複数形はレヴァ、лева、leva）も、ルーマニアのレイと名前の由来を同じくする。
補助通貨のバンは、「お金」あるいは「貨幣」という意味に由来している。

## 歴史

### 第1のレウ

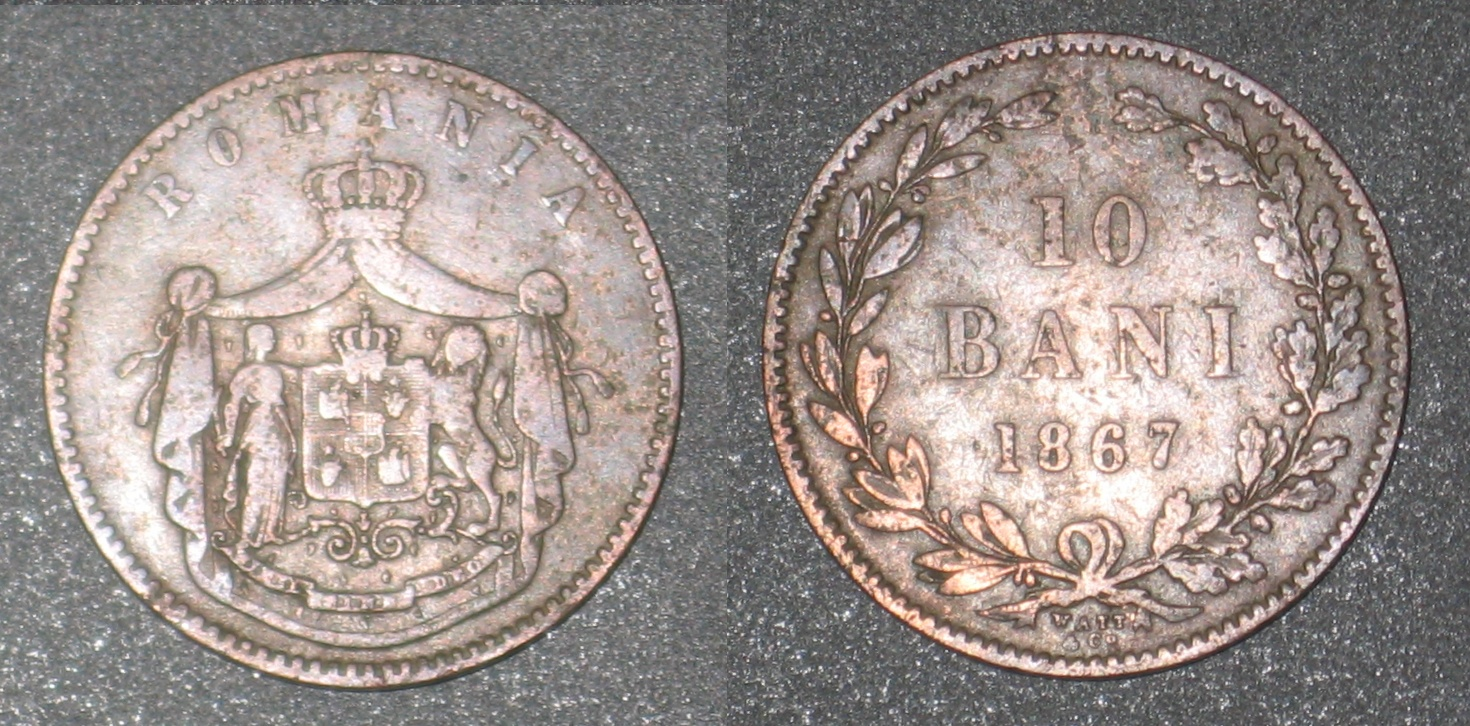
1867年 10バニ銅貨

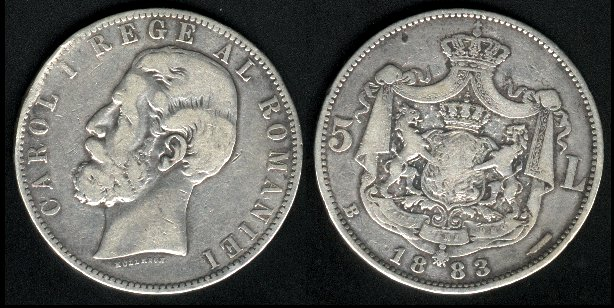
1883年 5レイ硬貨

1867年4月22日、当時のフランスフランに倣い、純度90%の銀25グラムを5レイ（純金0.29032グラムを1レウ）と等価とする複本位制の通貨としてルーマニア・レウが導入された。ラテン通貨同盟参加の諸国同様に金貨と5レイ銀貨のみが本位貨幣であり、1レウや2レイ銀貨の純度は83.5%に落として鋳造された。
1878年以降、ロシア・ルーブル銀貨は高値をつけ、銀貨の流通が滞るようになった。ルーマニアは1889年にラテン通貨同盟 (en) に加わり、金本位制を導入した。銀貨の取引は50レイ以下に限って合法とされた。全ての税金・関税は金で支払われた。ルーマニアの造幣局は金貨の発行量が少なく、そのために外国の通貨が流通していた。特によく流通していたのは、フランスの20フラン貨（20ルーマニア・レイと等価）、オスマン帝国のリラ金貨（22.70レイと等価）、ロシア帝国の金貨（20.60レイと等価）、イギリスのソブリン金貨（25.22レイと等価）であった。
ルーマニアは1914年に金本位制を廃止し、ルーマニア・レウの価値は下落した。その後、ルーマニア・レウの対アメリカ・ドル相場は、1929年2月7日に1ドル=167.20レイ、1936年11月5日に1ドル=135.95レイ、1940年5月18日に1ドル=204.29レイ、1941年3月31日に1ドル=187.48レイ、と推移した。ルーマニアが第二次世界大戦に突入してからは、ルーマニア・レウ相場はドイツのライヒスマルクに固定され、その価格は1マルク=49.50レイとされ、1941年4月に1マルク=59.5レイに切り下げられた。ソ連に占領されてからは、1レウ=100ルーブルとされた。終戦後、ルーマニア・レウの価値は大きく下落した。

### 第2のレウ
1947年8月15日、共産主義化された政府によって、それまでの2万レイを新1レウとするデノミネーションが実施された。この措置は「通貨再編」、あるいは「安定化指標」と呼ばれ、共産主義政府によって事前の通告なく実施され、新通貨への交換にも上限が設けられた。この措置はかつての中流および上流階層の資産を剥奪し、国有化後には集団農場化を準備し、それによって共産主義の導入を完成させるために行われた。この新通貨は導入時には150レイ=1アメリカ・ドルとされた。

### 第3のレウ (ROL)

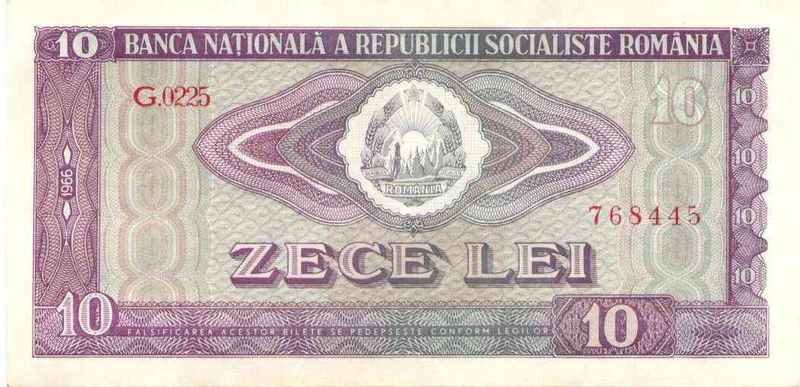
1966年発行の10レイ紙幣

1952年1月28日、再び通貨の切り替えが行われた。前回の第2のレウへの切り替えの時とは異なり、通貨の種類（現金、銀行預金、負債、など）に応じて異なる交換レートと異なる交換の上限が設定された。交換レートは新1レウ=20レイ - 400レイまでの幅があった。この時も、事前の通告なしに交換が行われた。
共産主義時代の間、通貨切り替えに引き続いて興ったインフレーションを抑えるために厳しい統制が必要になり、金本位制は廃止された。金本位制の廃止後、ルーマニア・レウは兌換不可となり、1970年から1989年までの間、為替レートは政府の定める法律によって固定された。この為替レートは外国との取引の量を表すために政府によって用いられたが、個人が外国通貨を売買することはできなかった。外国通貨の所持や、売買を試みることは刑事罰の対象とされ、最大で10年にわたって刑務所に収監される可能性があった（期間は所持していた外国通貨の量によって異なる）。このため、国際交易は国内の取引とは独立した経済の循環であると見なされ、その優先度は高かった。この硬直した構造と、1980年代における経済低迷による国内のカネ余りの状況によって、外国通貨への要求が高まった。ニコラエ・チャウシェスク政権はこのインフレーションを容認したため、1986年から1987年にかけてのルーマニア史上空前の供給危機を引き起こし、食糧は配給制となった。こうした経済危機は、政権に対する国民の拒否感へと結びつき、共産主義体制崩壊へつながっていった。
共産主義体制が崩壊した後の1990年には外国通貨の所持が合法化された。1990年代は改革の失敗により急激なインフレが進行し、1993年にはインフレ率は年間300%にのぼった。2003年の時点で、1ユーロはピーク時には4万レイ以上で取引された。1990年代後半から2000年代には金融政策も成功をみせ、次第に経済状況は安定化していった。2005年にはインフレ率はパーセントで1桁まで下がった。
トルコ・リラが2005年1月に6桁を落とす通貨切り替えを行ったことにより、2005年1月からルーマニア・レウが全世界で価値が最小の通貨単位 (Least valued currency unit) と目されるようになった。このときは100万レイ札も存在していた。しかし、ルーマニアの歴史上では100万レイよりも額面の大きい紙幣は登場し、最大のものは1947年の500万レイ札であった。

### 第4のレウ (RON)
2005年7月1日、ルーマニア・レウは再び通貨単位の変更が行われ、それまでの1万レイ (ROL) を新1レウ (RON) とした。そのため、レウの購買力の大きさは主要欧米諸国と同様となった。この措置はデノミナーレ (denominare) と称され、単なる変更ではなく、刷新であることを示している。
| 2005年の通貨切替に伴う紙幣のデザイン変更                      | 2005年の通貨切替に伴う紙幣のデザイン変更 |
| ------------------------------------------------------------- | ---------------------------------------- |
|                                                               |                                          |
| 1,000,000 旧レイ 168 × 78 mm                                  | 100 新レイ 147 × 82 mm                   |
| 同じデザインで、サイズが異なる。2つの画像は実物の比率と同じ。 |                                          |

切り替え初日には紙幣のサイズが異なることによる問題が発生し、問題の修正のためATMは停止された。新しい通貨での計算は店舗の仕事を滞らせ、消費者にも計算のわずらわしさを与えた。旧レウ (ROL) は2006年12月31日までは流通可能であったが、口座は全て新通貨に切り替えられた。旧レウから新レウへの交換期限は定められていない。販売者は2005年3月1日から2006年6月30日までの間、新旧両方の通貨での価格表示を義務付けられていた。
2006年の時点で、価格を表現するのに新旧それぞれの通貨とも頻繁に用いられたため、通貨切り替えは潜在的な混乱の原因となり、特に訪問者を混乱させた。表記上は、旧レウでの表示は桁数が非常に多いので容易に判別可能であったが、市民はしばしば話し言葉で新5レイに相当する旧50,000レイを単に「50レイ」と呼ぶことがあった。

### ユーロ導入予定
ルーマニアは2007年に欧州連合に加盟し、ユーロ導入義務を負っている。当初ユーロ導入は2014年頃に予定されていたが実現には至らず、今後の導入は未定である。

## 貨幣

### 第1のレウ
1867年に1バン・2・5・10バニ銅貨が、翌年には20レイ金貨が発行された。20レイ金貨はフランスのナポレオン金貨にちなんで「ポリ」と呼称された。1870年から1873年の間に50バニ銀貨、1レウ・2レイ銀貨が順次発行され、1880年には5レイ銀貨が加わった。1867年の発行では、通貨名称として1バン (ban) ではなく1バヌ (banu) が用いられた。
1900年には、5・10・20バニ白銅貨が導入され、1905年には穴あき型のものが発行された。1914年には貨幣の製造は中断され、1921年に再開されたときには25・50バニのアルミニウム貨が発行された。1レウ・2レイの白銅貨は1924年に導入、10・20・50レイのニッケル黄銅貨は1930年に導入された。1932年には、100レイ銀貨が発行された。しかし、インフレーションの進行により、1935年にはより小型の250レイ銀貨が導入、1936年には100レイのニッケル貨が導入、50レイのニッケル貨が1937年に導入された。
1941年と1942年には、亜鉛の2・5・10レイ硬貨、ならびに銀の200・500レイ硬貨が導入された。1943年には100レイのニッケル張り鉄貨、1945年には200・500レイ黄銅貨が発行された。1946年と1947年には、500レイのアルミニウム貨、2,000・10,000レイの黄銅貨、25,000・100,000レイの銀貨などの新硬貨が発行された。

### 第2のレウ
1947年、ミハイ1世の亡命前には50バニ、1レウ・2・5レイの硬貨が発行された。共産主義政権の成立後には、1948年と1952年に1レウ・2・5・20レイの新硬貨が発行された。

### 第3のレウ
1952年、新硬貨として1バン・3・5・10・25バニが発行された。うち1バン・3・5バニはアルミニウム青銅貨、その他は黄銅貨であった。1955年、50バニ黄銅貨が加わった。
1960年には新硬貨が導入され、5・15・25バニの硬貨が発行され、1963年にはこれに加えて1レウ・3レイの硬貨が発行された。これらは全てニッケル張り鉄貨であった。1975年には、5・15バニ硬貨はアルミニウム製のものに切り替わり、また1982年には25バニ硬貨もアルミニウム貨へと切り替えられた。1978年には5レイのアルミニウム貨が導入された。
| 1960年の「第3のレウ」 | 1960年の「第3のレウ」 | 1960年の「第3のレウ」 | 1960年の「第3のレウ」 | 1960年の「第3のレウ」 | 1960年の「第3のレウ」 | 1960年の「第3のレウ」          | 1960年の「第3のレウ」          | 1960年の「第3のレウ」 | 1960年の「第3のレウ」 | 1960年の「第3のレウ」 |
| Image                 | 額面                  | 諸元                  | 諸元                  | 諸元                  | 解説                  | 解説                           | 解説                           | 期日                  | 期日                  | 期日                  |
| Image                 | 額面                  | 直径                  | 質量                  | 構成                  | 側面                  | 表面                           | 裏面                           | 導入年                | 発行停止年            | 流通停止年            |
| --------------------- | --------------------- | --------------------- | --------------------- | --------------------- | --------------------- | ------------------------------ | ------------------------------ | --------------------- | --------------------- | --------------------- |
|                       | 5 バニ                |                       |                       | ニッケル張り鉄貨      | 平坦                  | 額面と発行年                   | ルーマニアの国章、国名         | 1960年                | 1966年                |                       |
|                       | 15 バニ               |                       |                       | ニッケル張り鉄貨      | 平坦                  | 額面とオリーブの木             | ルーマニアの国章、国名、発行年 | 1960年                | 1966年                |                       |
|                       | 25 バニ               |                       |                       | ニッケル張り鉄貨      | 平坦                  | 額面、農作業風景、麦           | ルーマニアの国章、国名、発行年 | 1960年                | 1966年                |                       |
|                       | 1 レウ                |                       |                       | ニッケル張り鉄貨      | 平坦                  | 額面、農地風景、背景に工業製品 | ルーマニアの国章、国名、発行年 | 1963年                | 1966年                |                       |
|                       | 3 レイ                |                       |                       | ニッケル張り鉄貨      | "~*~*"                | 額面、工業風景                 | ルーマニアの国章、国名、発行年 | 1963年                | 1966年                |                       |
|                       |                       |                       |                       |                       |                       |                                |                                |                       |                       |                       |

| 「第3のレウ」 1966年 - 1992年 | 「第3のレウ」 1966年 - 1992年 | 「第3のレウ」 1966年 - 1992年 | 「第3のレウ」 1966年 - 1992年 | 「第3のレウ」 1966年 - 1992年 | 「第3のレウ」 1966年 - 1992年 | 「第3のレウ」 1966年 - 1992年  | 「第3のレウ」 1966年 - 1992年  | 「第3のレウ」 1966年 - 1992年 | 「第3のレウ」 1966年 - 1992年 | 「第3のレウ」 1966年 - 1992年 |
| Image                         | 額面                          | 諸元                          | 諸元                          | 諸元                          | 解説                          | 解説                           | 解説                           | 期日                          | 期日                          | 期日                          |
| Image                         | 額面                          | 直径                          | 質量                          | 構成                          | 側面                          | 表面                           | 裏面                           | 導入年                        | 発行停止年                    | 流通停止年                    |
| ----------------------------- | ----------------------------- | ----------------------------- | ----------------------------- | ----------------------------- | ----------------------------- | ------------------------------ | ------------------------------ | ----------------------------- | ----------------------------- | ----------------------------- |
|                               | 5 バニ                        |                               |                               | ニッケル張り鉄貨              | 平坦                          | 額面、発行年                   | ルーマニアの国章、国名         | 1966年                        | 1992年                        |                               |
|                               | 5 バニ                        |                               |                               | アルミニウム                  | 平坦                          | 額面、発行年                   | ルーマニアの国章、国名         | 1975年                        | 1992年                        |                               |
|                               | 15 バニ                       |                               |                               | ニッケル張り鉄貨              | 平坦                          | 額面、オリーブの木             | ルーマニアの国章、国名、発行年 | 1966年                        | 1992年                        |                               |
|                               | 15 バニ                       |                               |                               | アルミニウム                  | 平坦                          | 額面、オリーブの木             | ルーマニアの国章、国名、発行年 | 1975年                        | 1992年                        |                               |
|                               | 25 バニ                       |                               |                               | ニッケル張り鉄貨              | 平坦                          | 額面、農作業風景、麦           | ルーマニアの国章、国名、発行年 | 1966年                        | 1992年                        |                               |
|                               | 25 バニ                       |                               |                               | アルミニウム                  | 平坦                          | 額面、農作業風景、麦           | ルーマニアの国章、国名、発行年 | 1982年                        | 1992年                        |                               |
|                               | 1 レウ                        |                               |                               | ニッケル張り鉄貨              | 平坦                          | 額面、農地風景、背景に工業製品 | ルーマニアの国章、国名、発行年 | 1966年                        | 1992年                        |                               |
|                               | 3 レイ                        |                               |                               | ニッケル張り鉄貨              | "~*~*"                        | 額面、工業風景                 | ルーマニアの国章、国名、発行年 | 1966年                        | 1992年                        |                               |
|                               | 5 レイ                        |                               |                               | アルミニウム                  | "~*~*"                        | 額面、工業風景                 | ルーマニアの国章、国名、発行年 | 1978年                        | 1992年                        |                               |
|                               |                               |                               |                               |                               |                               |                                |                                |                               |                               |                               |

共産主義体制の崩壊に続いて、硬貨のデザインも1990年から1992年にかけて新しいものが導入された。新しい硬貨は1レウの青銅張り鉄貨、5・10レイのニッケル張り鉄貨、20・50レイの黄銅張り鉄貨、100レイのニッケル張り鉄貨からなる。
| 1990年の「第3のレウ」 | 1990年の「第3のレウ」 | 1990年の「第3のレウ」 | 1990年の「第3のレウ」 | 1990年の「第3のレウ」                  | 1990年の「第3のレウ」                 | 1990年の「第3のレウ」                  | 1990年の「第3のレウ」                                                | 1990年の「第3のレウ」 | 1990年の「第3のレウ」 | 1990年の「第3のレウ」 |
| Image                 | 額面                  | 諸元                  | 諸元                  | 諸元                                   | 解説                                  | 解説                                   | 解説                                                                 | 期日                  | 期日                  | 期日                  |
| Image                 | 額面                  | 直径                  | 質量                  | 構成                                   | 側面                                  | 表面                                   | 裏面                                                                 | 導入年                | 発行停止年            | 流通停止年            |
| --------------------- | --------------------- | --------------------- | --------------------- | -------------------------------------- | ------------------------------------- | -------------------------------------- | -------------------------------------------------------------------- | --------------------- | --------------------- | --------------------- |
|                       | 1 レウ                | 19 mm                 | 2.50 g                | 青銅張り鉄貨                           | 平坦                                  | 額面、オークの木、麦                   | ルーマニア国立銀行、国名、発行年、オークの木                         | 1992年                | 2005年7月1日          | 無期限                |
|                       | 1 レウ                | 19 mm                 | 2.50 g                | 銅張り鉄貨                             | 平坦                                  | 額面、国名、麦                         | ルーマニアの国章、発行年                                             | 1993年                | 2005年7月1日          | 無期限                |
|                       | 5 レイ                | 21 mm                 | 3.35 g                | ニッケル張り鉄貨                       | 平坦                                  | 国名、額面、オークの木                 | ルーマニアの国章、発行年                                             | 1992年                | 2004年（？）          | （？）                |
|                       | 10 レイ               | 23 mm                 | 4.65 g                | ニッケル張り鉄貨                       | "~ ♦ ~ ♦ ~ ♦"                         | 額面、発行年、オリーブの木             | ルーマニアの国旗、国名、 "22 DECEMBRIE 1989"                         | 1990年                | 2004年（？）          | （？）                |
|                       | 10 レイ               | 23 mm                 | 5 g                   | ニッケル張り鉄貨                       | 平坦                                  | 国名、額面、オリーブの木               | ルーマニアの国章、発行年                                             | 1992年                | 2004年（？）          | （？）                |
|                       | 20 レイ               | 24 mm                 | 5 g                   | 黄銅張り鉄貨                           | 平坦                                  | 額面、オークの木、発行年               | シュテファン大公、国名、"ŞTEFAN CEL MARE"                            | 1991年                | 2004年（？）          | （？）                |
|                       | 50 レイ               | 26 mm                 | 5.9 g                 | 黄銅張り鉄貨                           | 平坦                                  | 額面、オリーブの木、発行年             | アレクサンドル・ヨアン・クザ、国名、"ALEXANDRU IOAN CUZA"            | 1991年                | 2004年（？）          | （？）                |
|                       | 100 レイ              | 29 mm                 | 8.75 g                | ニッケル張り鉄貨                       | "ROMANIA *** ROMANIA *** ROMANIA ***" | 額面、オークの木、オリーブの木、発行年 | ミハイ勇敢公、国名、"MIHAI VITEAZUL"                                 | 1991年                | 2005年7月1日          | 無期限                |
|                       | 500 レイ              | 24 mm                 | 3.75 g                | アルミニウム                           | "ROMANIA ♦ ROMANIA ♦ ROMANIA ♦"       | 国名、額面、オリーブの木               | ルーマニアの国章、発行年、オリーブの木                               | 1999年                | 2005年7月1日          | 無期限                |
|                       | 1,000 レイ            | 22 mm                 | 2 g                   | マグネシウム＝アルミニウム合金 (AlMg3) | 交互に平坦とギザ入り                  | 国名、額面、発行年、ルーマニアの国章   | コンスタンティン・ブルンコヴェアヌ、君臨年、"CONSTANTIN BRANCOVEANU" | 2000年                | 2005年7月1日          | 無期限                |
|                       | 5,000 レイ            | 24 mm 12角形          | 2.50 g                | マグネシウム＝アルミニウム合金 (AlMg3) | 12の角                                | 国名、額面                             | ルーマニアの国章、発行年、木の装飾                                   | 2001年                | 2005年7月1日          | 無期限                |
|                       |                       |                       |                       |                                        |                                       |                                        |                                                                      |                       |                       |                       |

インフレーションの進行によって1999年、2000年、2001年にそれぞれ500・1,000・5,000レイ硬貨が導入された。2005年の通貨切替時まで流通していたのはこれらの通貨のみであった。これらの硬貨その形状ゆえに使いづらいという批判があった。500レイ硬貨は厚さが3ミリメートルほどと大変厚く、その通貨としての価値の低さに反してサイズが大きいため、無駄にポケットを占領してしまうといわれた。またこれらの通貨は材料も粗悪で、しばしば切り込み傷が見られた。1,000レイ硬貨は逆に小さすぎつくりも粗悪であった。5,000レイ硬貨は円形ではない（12角形）ために、自動販売機などの硬貨投入口での取り扱いが困難であった。これらの硬貨は2005年の通貨切替時に5・10・50バニに切り替えられた。

### 第4のレウ
2005年に通貨切替が行われ、次の硬貨が導入され、流通を始めた。
| 「第4のレウ」 | 「第4のレウ」 | 「第4のレウ」 | 「第4のレウ」 | 「第4のレウ」                    | 「第4のレウ」                         | 「第4のレウ」 | 「第4のレウ」                  | 「第4のレウ」 | 「第4のレウ」 | 「第4のレウ」 |
| Image         | 額面          | 諸元          | 諸元          | 諸元                             | 解説                                  | 解説          | 解説                           | 期日          | 期日          | 期日          |
| Image         | 額面          | 直径          | 質量          | 構成                             | 側面                                  | 表面          | 裏面                           | 導入年        | 発行日        |               |
| ------------- | ------------- | ------------- | ------------- | -------------------------------- | ------------------------------------- | ------------- | ------------------------------ | ------------- | ------------- | ------------- |
|               | 1 バン        | 16.75 mm      | 2.4 g         | 黄銅張り鉄貨                     | 平坦                                  | 額面          | ルーマニアの国章、国名、発行年 | 2005年        | 2005年7月1日  |               |
|               | 5 バニ        | 18.25 mm      | 2.78 g        | 銅張り鉄貨                       | ギザ入り（102本）                     | 額面          | ルーマニアの国章、国名、発行年 | 2005年        | 2005年7月1日  |               |
|               | 10 バニ       | 20.50 mm      | 4.0 g         | ニッケル張り鉄貨                 | 交互に平坦とギザ入り（3箇所、各20本） | 額面          | ルーマニアの国章、国名、発行年 | 2005年        | 2005年7月1日  |               |
|               | 50 バニ       | 23.75 mm      | 6.1 g         | 黄銅 80% 銅 15% 亜鉛 5% ニッケル | "ROMANIA * ROMANIA *"                 | 額面          | ルーマニアの国章、国名、発行年 | 2005年        | 2005年7月1日  |               |
|               |               |               |               |                                  |                                       |               |                                |               |               |               |

1バン硬貨は希で、銀行でも商店でも取り扱われない。実際には、商店での取引ではほぼ常に5バニ単位で切捨てなどの処理によって丸め込まれる。
新しい硬貨もまた、批判を受けることになる。これらの硬貨のサイズとデザインはシンプルであり、目で見て額面の文字を確認しないと区別がつきにくいといわれた。硬貨は発行後の数週間のうちに酸化し黒変してしまい、硬貨の材料にも疑問が持たれている。

## 紙幣

### 第1のレウ
1877年、ルーマニアは5・10・20・50・100・500レイの紙幣を導入した。1880年には、これらの紙幣はルーマニア国立銀行 (Banca Naţională a României) による発行を示すスタンプが刻印され、1881年からルーマニア国立銀行は20・100・1,000レイ紙幣を本格的に発行しはじめる。
1914年には、5レイ紙幣が再導入され、1915年には1レウ・2レイ紙幣が、1916年には500レイ紙幣がこれに続いた。ルーマニア財務省は小型の10・25・50バニの紙幣を1917年に発行した。500レイ紙幣は1940年に導入され、10,000・100,000レイ紙幣が1945年に、1,000,000（100万）・5,000,000（500万）レイ紙幣が1947年に導入された。1945には、財務省がルーマニア国立銀行に代わって20・100レイ紙幣を発行した。

### 第2のレウ
1947年、ルーマニア財務省は20レイ紙幣を、ルーマニア国立銀行は100・500・1,000レイ紙幣を導入した。1949年からは、ルーマニア人民共和国銀行 (Banca Republicii Populare Române) が紙幣発行業務を行うようになり、500・1,000レイ紙幣を発行した。

### 第3のレウ
1952年、ルーマニア財務省は1レウ・3・5レイ紙幣を、ルーマニア人民共和国銀行は10・25・100レイ紙幣を導入した。1966年、ルーマニア社会主義共和国国立銀行 (Banca Nationala a Republicii Socialiste Romania) が全ての紙幣発行業務を引き継ぎ、1レウ・3・5・10・25・50・100レイ紙幣を発行した。

#### 1991年以降の紙幣

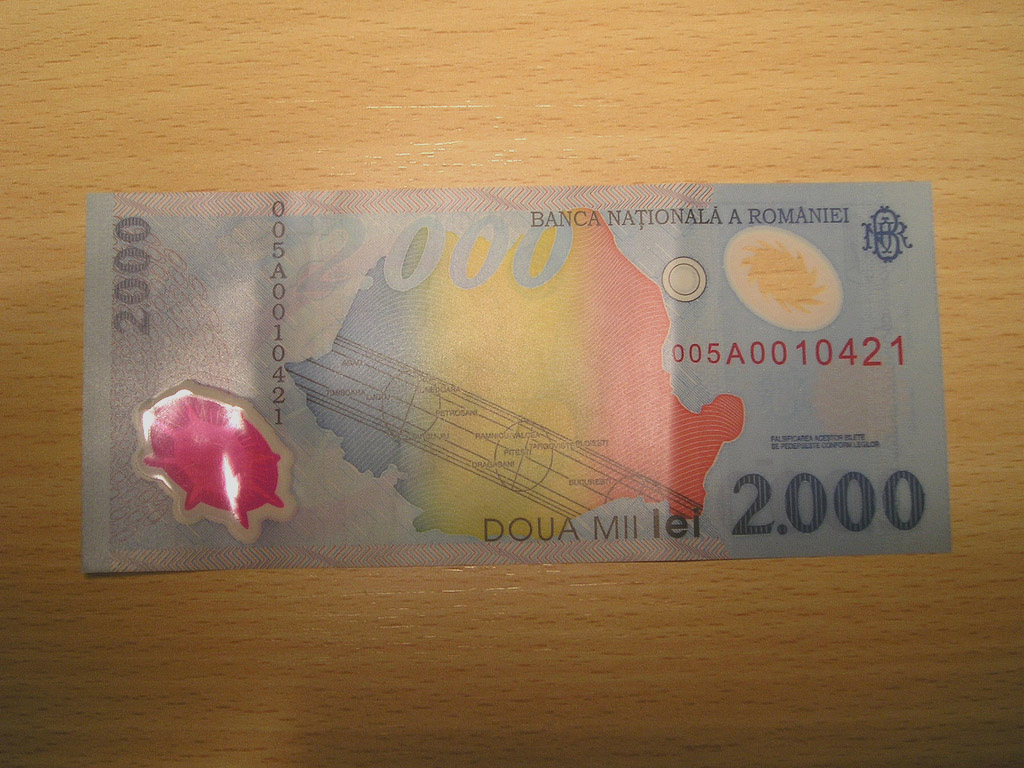
2,000レイ紙幣

1991年、500・1,000レイの紙幣が導入され、ここからコンスタンティン・ブランクーシやミハイ・エミネスクなどの文化人の肖像が紙幣に描かれるようになった。その後はインフレに伴い、200・5,000レイ紙幣が1992年に、10,000レイ紙幣が1994年に、50,000レイ紙幣が1996年に、100,000レイ紙幣が1998年に、500,000レイ紙幣が2000年に、1,000,000レイ紙幣が2003年にそれぞれ導入された。このほかに、1999年8月11日の皆既日食を記念したデザインの2,000レイ紙幣が1999年に導入された。
前述の2,000レイ紙幣を皮切りに、10,000・50,000・100,000レイ紙幣が2000年から順次ポリマー紙幣に切り替わり、500,000・1,000,000レイ紙幣もポリマー紙幣で発行された。
2005年の通貨切替時に流通していた紙幣は次の通り。これらの紙幣は現在でも有効であり、中央銀行での現通貨への交換が可能である。
| 額面          | 画像 | 画像 | サイズ      | 表面                                               | 裏面                                                                    | 発行年 |
| 額面          | 表面 | 裏面 | サイズ      | 表面                                               | 裏面                                                                    | 発行年 |
| ------------- | ---- | ---- | ----------- | -------------------------------------------------- | ----------------------------------------------------------------------- | ------ |
| 10,000レイ    |      |      | 150 x 67 mm | ニコラエ・ヨルガ、トウワタリンドウ                 | クルテア・デ・アルジェシュ聖堂とワラキア公国の鷲の国章                  | 2000年 |
| 50,000レイ    |      |      | 155 x 70 mm | ジョルジェ・エネスク、ヴァイオリンとカーネーション | アテネ音楽堂 (ルーマニア)、『エディプス王』の楽譜の一部                 | 2001年 |
| 100,000レイ   |      |      | 160 × 73 mm | ニコラエ・グリゴレスク、筆とウスベニタチアオイ     | オルテニアの伝統的家屋、グリゴレスクの絵画「ロディカ (Rodica)」         | 2001年 |
| 500,000レイ   |      |      | 165 × 76 mm | アウレル・ヴライク、セイヨウウスユキソウ           | ヴライク IIと星型エンジンの設計図、ワシの頭部                           | 2000年 |
| 1,000,000レイ |      |      | 168 × 78 mm | イオン・ルーカ・カラジアーレ、ニオイスミレ         | 旧ブカレスト国立劇場、カラジアーレの銅像 (コンスタンティン・バラスキ作) | 2003年 |

### 第4のレウ
2005年の通貨切替後、1レウ・5・10・50・100・500レイのポリマー紙幣がそれぞれ発行された。2006年には200レイ紙幣が、2021年には20レイ紙幣が追加された。1レウ・5・10・50・100レイ紙幣のデザインはそれぞれ通貨切替前の10,000・50,000・100,000・500,000・1,000,000レイと同一のものが使われた。
全券種がポリマー紙幣である。なお、20・200レイを除いた紙幣のサイズは将来のユーロ導入を見越してか、第一シリーズのユーロ紙幣と全く同じ寸法となっている。
| 額面    | 画像 | 画像 | 印刷方式                   | サイズ      | 表面                                              | 裏面                                                                             |
| 額面    | 表面 | 裏面 | 印刷方式                   | サイズ      | 表面                                              | 裏面                                                                             |
| ------- | ---- | ---- | -------------------------- | ----------- | ------------------------------------------------- | -------------------------------------------------------------------------------- |
| 1レウ   |      |      | 平版印刷                   | 120 × 62 mm | ニコラエ・ヨルガ トウワタリンドウ                 | クルテア・デ・アルジェシュ聖堂とワラキア公国の鷲の国章                           |
| 5レイ   |      |      | 平版印刷                   | 127 × 67 mm | ジョルジェ・エネスク ヴァイオリンとカーネーション | アテネ音楽堂 (ルーマニア)、 『エディプス王』の楽譜の一部                         |
| 10レイ  |      |      | 凹版（2005） 平版（2008-） | 135 × 72 mm | ニコラエ・グリゴレスク 筆とウスベニタチアオイ     | オルテニアの伝統的家屋、 グリゴレスクの絵画「ロディカ (Rodica)」                 |
| 20レイ  |      |      | 凹版印刷                   | 136 × 77 mm | エカテリーナ・テオドロイウ クロクス・フラウス     | マラシェシュティ廟とルーマニア第一次世界大戦戦勝記念章にあしらわれたヴィクトリア |
| 50レイ  |      |      | 凹版印刷                   | 140 × 77 mm | アウレル・ヴライク セイヨウウスユキソウ           | ヴライク IIと星型エンジンの設計図、ワシの頭部                                    |
| 100レイ |      |      | 凹版印刷                   | 148 × 80 mm | イオン・ルーカ・カラジアーレ、ニオイスミレ        | 旧ブカレスト国立劇場、カラジアーレの銅像 (コンスタンティン・バラスキ作)          |
| 200レイ |      |      | 凹版印刷                   | 150 × 82 mm | ルシアン・ブラガ、ヒナゲシ                        | 水車小屋、ハマンジア文化のテラコッタ「考える人」                                 |
| 500レイ |      |      | 凹版印刷                   | 153 × 82 mm | ミハイ・エミネスク、シナノキの枝                  | ヤシのヤシ中央大学図書館、新聞「ティンプル」紙                                   |